# Mesquita Juiuxi
A Mesquita Juiuxi ( árabe : الجامع الجيوشى «Mesquita dos Exércitos») foi construída por Badre Aljamali, que era amir aljuiuxe (امير الجيوش «Comandante dos exércitos») para o Califado Fatímida. A mesquita foi completada em 478 H / 1085 sob o patrocínio de Almostancir. Foi construído em uma extremidade do Mocatã para garantir uma boa visão do Cairo. No Império Otomano, a mesquita provavelmente foi usada pelos dervixes como um mosteiro.

## Características
O fundamento da mesquita tem uma inscrição que identifica a estrutura como um mausoléu (em árabe: مشهد «santuário»). O edifício tem uma cúpula e um minarete. Há um pequeno pátio no centro da mesquita. A entrada é uma porta para o minarete localizado ao lado da sala de oração. Existem dois quartos, um de cada lado do minarete, que atuam como um eixo rectangular com uma segunda parte que recua, onde há uma cúpula semelhante à que está acima do mirabe. O minarete é decorado com uma cornija de muqarnas.
Uma característica marcante do interior é o mirabe, que é enquadrado por um painel de bandas alternativas de inscrições e decorações do Alcorão com folhas de estilo árabe, tudo em estuque esculpido. Esta mesquita / maxade também foi conhecida como um monumento de vitória que comemora a restauração da ordem do vizir Badre ao imame Almostancir.

Acima da entrada há uma inscrição que começa com os versículos do Alcorão 72:18 e 9: 108

O registo continua: 

O mirabe é feito de estuque esculpido com espirais sobre o arco. No exterior do mirabe está a inscrição dos versículos 24:11, 24:36, 24:37 e 10:23.

Os versículos 48: 1-5 estão inscritos em torno do octógono da cúpula.

No topo da cúpula há uma estrela de seis pontas formada pelas palavras Muhammad e Ali, cada uma repetida três vezes, sob a forma de um medalhão. Ao redor da estrela inscrita no versículo 35:39. 

## Restauração
No século XX, a mesquita estava arruinada. Depois de se ter estudado o estado da estrutura, a mesquita foi reconstruída pela comunidade de Dawoodi Bohra sob a liderança de Syedna Mohammad Burhanuddin. Os elementos arquitectónicos de outras estruturas fatímidas no Egito foram utilizados como pistas sobre o que colocar durante a restauração.